# Afrika-Cup 2010/Gruppe A
| Pl. | Land     | Sp. | S | U | N | Tore    | Diff. | Punkte |
| --- | -------- | --- | - | - | - | ------- | ----- | ------ |
| 1.  | Angola   | 3   | 1 | 2 | 0 | 006:400 | +2    | 05     |
| 2.  | Algerien | 3   | 1 | 1 | 1 | 001:300 | −2    | 04     |
| 3.  | Mali     | 3   | 1 | 1 | 1 | 007:600 | +1    | 04     |
| 4.  | Malawi   | 3   | 1 | 0 | 2 | 004:500 | −1    | 03     |

Der Artikel gibt Auskunft über die Spiele der Gruppe A beim Afrika-Cup 2010 in Angola.

## Angola – Mali 4:4 (2:0)
| Angola                                                                   | Angola | Mali | Mali | Aufstellung                   |
| ------------------------------------------------------------------------ | --- | --- | ---- | ----------------------------- |
| Angola                                                                   | \| 1. Spieltag \| \| Sonntag, 10. Januar 2010 um 20:00 Uhr in Luanda (Estádio 11 de Novembro) \| \| Zuschauer: 45.000 \| \| Schiedsrichter: Essam Abd El Fatah ( Ägypten) \| | \| 1. Spieltag \| \| Sonntag, 10. Januar 2010 um 20:00 Uhr in Luanda (Estádio 11 de Novembro) \| \| Zuschauer: 45.000 \| \| Schiedsrichter: Essam Abd El Fatah ( Ägypten) \| | Mali | Aufstellung Angola gegen Mali |
| Angola                                                                   | Carlos – Rui Marques, Kali, Francisco Zuela – Stélvio, Dédé (25. Djalma), Mabiná, Chara, Gilberto (81. Enoque) – Manucho, Flávio (84. Love) Cheftrainer: Manuel José         | Mahamadou Sidibé – Ousmane Berthé, Souleymane Diamoutene, Bakary Soumare, Adama Tamboura – Mahamadou Diarra, Bakaye Traoré (57. Lassana Fané), Mahamane Traoré – Mamadou Bagayoko (75. Mustapha Yatabaré), Modibo Maïga (35. Seydou Keita), Frédéric Kanouté Cheftrainer: Stephen Keshi | Mali | Aufstellung Angola gegen Mali |
| Angola                                                                   | 1:0 Flávio (36.) 2:0 Flávio (42.) 3:0 Gilberto (66., Foulelfmeter) 4:0 Manucho (74., Foulelfmeter)                                                                           | 4:1 Seydou Keita (79.) 4:2 Frédéric Kanouté (88.) 4:3 Seydou Keita (90.+3’) 4:4 Mustapha Yatabaré (90.+4’) | Mali | Aufstellung Angola gegen Mali |
| Angola                                                                   | Stélvio (45.), Xara (61.) | Bakary Soumare (45.), Mahamane Traoré (72.), Seydou Keita (73.), Mahamadou Diarra (77.) | Mali | Aufstellung Angola gegen Mali |
| 1. Spieltag                                                              | | |      |                               |
| Sonntag, 10. Januar 2010 um 20:00 Uhr in Luanda (Estádio 11 de Novembro) | | |      |                               |
| Zuschauer: 45.000                                                        | | |      |                               |
| Schiedsrichter: Essam Abd El Fatah ( Ägypten)                            | | |      |                               |

## Malawi – Algerien 3:0 (2:0)
| Malawi                                                          | Malawi | Algerien | Algerien | Aufstellung                       |
| --------------------------------------------------------------- | --- | --- | -------- | --------------------------------- |
| Malawi                                                          | \| 1. Spieltag \| \| 11. Januar 2010 um 14:45 Uhr in Luanda (Estádio 11 de Novembro) \| \| Zuschauer: 1.000 \| \| Schiedsrichter: Badara Diatta ( Senegal) \| | \| 1. Spieltag \| \| 11. Januar 2010 um 14:45 Uhr in Luanda (Estádio 11 de Novembro) \| \| Zuschauer: 1.000 \| \| Schiedsrichter: Badara Diatta ( Senegal) \| | Algerien | Aufstellung Malawi gegen Algerien |
| Malawi                                                          | Swadick Sanudi – Elvis Kafoteka, Peter Mponda, James Sangala, Moses Chavula – Davi Banda (51. Robert Ng'ambi), Hellings Mwakasungula, Peter Wadabwa (77. Jimmy Zakazaka), Essau Kanyenda – Joseph Kamwendo, Russel Mwafulirwa (64. Chiukepo Msowoya) Cheftrainer: Kinnah Phiri | Faouzi Chaouchi – Madjid Bougherra, Rafik Halliche, Samir Zaoui – Hassan Yebda, Karim Ziani, Karim Matmour (62. Yacine Bezzaz), Yazid Mansouri, Nadir Belhadj – Rafik Saïfi (63. Abdelmalek Ziaya), Abdelkader Ghezzal (79. Hameur Bouazza) Cheftrainer: Rabah Saâdane | Algerien | Aufstellung Malawi gegen Algerien |
| Malawi                                                          | 1:0 Russel Mwafulirwa (17.) 2:0 Elvis Kafoteka (35.) 3:0 Davi Banda (48.) | | Algerien | Aufstellung Malawi gegen Algerien |
| Malawi                                                          | Swadick Sanudi (81.) | Karim Ziani (83.) | Algerien | Aufstellung Malawi gegen Algerien |
| 1. Spieltag                                                     | | |          |                                   |
| 11. Januar 2010 um 14:45 Uhr in Luanda (Estádio 11 de Novembro) | | |          |                                   |
| Zuschauer: 1.000                                                | | |          |                                   |
| Schiedsrichter: Badara Diatta ( Senegal)                        | | |          |                                   |

## Mali – Algerien 0:1 (0:1)
| Mali                                                            | Mali | Algerien | Algerien | Aufstellung                     |
| --------------------------------------------------------------- | --- | --- | -------- | ------------------------------- |
| Mali                                                            | \| 2. Spieltag \| \| 14. Januar 2010 um 17:00 Uhr in Luanda (Estádio 11 de Novembro) \| \| Zuschauer: 4.000 \| \| Schiedsrichter: Muhmed Ssegonga ( Uganda) \| | \| 2. Spieltag \| \| 14. Januar 2010 um 17:00 Uhr in Luanda (Estádio 11 de Novembro) \| \| Zuschauer: 4.000 \| \| Schiedsrichter: Muhmed Ssegonga ( Uganda) \| | Algerien | Aufstellung Mali gegen Algerien |
| Mali                                                            | Soumbeyla Diakité – Ousmane Berthé, Abdoulaye Maïga, Bakary Soumare, Adama Tamboura – Mahamadou Diarra, Mohamed Sissoko (66. Lassana Fané), Seydou Keita – Mustapha Yatabaré (59. Mamadou Diallo), Tenema N’Diaye (61. Frédéric Kanouté), Modibo Maiga Cheftrainer: Stephen Keshi | Faouzi Chaouchi – Abdelkader Laïfaoui, Madjid Bougherra, Rafik Halliche, Nadir Belhadj – Yazid Mansouri, Hassan Yebda, Karim Matmour (90.+3’ Abdelmalek Ziaya), Karim Ziani – Yacine Bezzaz (70. Hameur Bouazza), Abdelkader Ghezzal (80. Rafik Saïfi) Cheftrainer: Rabah Saâdane | Algerien | Aufstellung Mali gegen Algerien |
| Mali                                                            | 0:1 Rafik Halliche (43.) | | Algerien | Aufstellung Mali gegen Algerien |
| Mali                                                            | Tenema N’Diaye (35.), Bakary Soumare (42.), Mahamadou Diarra (59.), Lassana Fané (71.) | Hassan Yebda (33.), Nadir Belhadj (65.) | Algerien | Aufstellung Mali gegen Algerien |
| 2. Spieltag                                                     | | |          |                                 |
| 14. Januar 2010 um 17:00 Uhr in Luanda (Estádio 11 de Novembro) | | |          |                                 |
| Zuschauer: 4.000                                                | | |          |                                 |
| Schiedsrichter: Muhmed Ssegonga ( Uganda)                       | | |          |                                 |

## Angola – Malawi 2:0 (0:0)
| Angola                                                          | Angola | Malawi | Malawi | Aufstellung                     |
| --------------------------------------------------------------- | --- | --- | ------ | ------------------------------- |
| Angola                                                          | \| 2. Spieltag \| \| 14. Januar 2010 um 19:30 Uhr in Luanda (Estádio 11 de Novembro) \| \| Zuschauer: 50.000 \| \| Schiedsrichter: Desiré Doué Normandiez ( Elfenbeinküste) \| | \| 2. Spieltag \| \| 14. Januar 2010 um 19:30 Uhr in Luanda (Estádio 11 de Novembro) \| \| Zuschauer: 50.000 \| \| Schiedsrichter: Desiré Doué Normandiez ( Elfenbeinküste) \|                                                                                               | Malawi | Aufstellung Angola gegen Malawi |
| Angola                                                          | Carlos – Rui Marques, Kali, Zuela – Stélvio, Djalma (73. Davíd), Mabiná, Chara, Gilberto (36. Manuel Jamuana) – Flávio (63. Mantorras), Manucho Cheftrainer: Manuel José       | Swadick Sanudi – Elvis Kafoteka, James Sangala, Peter Mponda, Moses Chavula – Hellings Mwakasungula, Peter Wadabwa (57. Jimmy Zakazaka), Joseph Kamwendo (75. Robert Ng'ambi), Davi Banda – Victor Nyirenda (46. Chiukepo Msowoya), Essau Kanyenda Cheftrainer: Kinnah Phiri | Malawi | Aufstellung Angola gegen Malawi |
| Angola                                                          | 1:0 Flávio (48.) 2:0 Manucho (54.) | | Malawi | Aufstellung Angola gegen Malawi |
| Angola                                                          | Stélvio (14.) | Davi Banda (45.+4’), Moses Chavula (75.), Jimmy Zakazaka (79.) | Malawi | Aufstellung Angola gegen Malawi |
| 2. Spieltag                                                     | | |        |                                 |
| 14. Januar 2010 um 19:30 Uhr in Luanda (Estádio 11 de Novembro) | | |        |                                 |
| Zuschauer: 50.000                                               | | |        |                                 |
| Schiedsrichter: Desiré Doué Normandiez ( Elfenbeinküste)        | | |        |                                 |

## Angola – Algerien 0:0
| Angola                                                          | Angola | Algerien | Algerien | Aufstellung                       |
| --------------------------------------------------------------- | --- | --- | -------- | --------------------------------- |
| Angola                                                          | \| 3. Spieltag \| \| 18. Januar 2010 um 17:00 Uhr in Luanda (Estádio 11 de Novembro) \| \| Zuschauer: 40.000 \| \| Schiedsrichter: Jerome Damon ( Südafrika) \|                        | \| 3. Spieltag \| \| 18. Januar 2010 um 17:00 Uhr in Luanda (Estádio 11 de Novembro) \| \| Zuschauer: 40.000 \| \| Schiedsrichter: Jerome Damon ( Südafrika) \|                                                                                           | Algerien | Aufstellung Angola gegen Algerien |
| Angola                                                          | Carlos – Rui Marques, Kali, Zuela (52. Dias Caires) – Djalma, Gilberto, Manuel Jamuana, Chara, Mabiná – Zé Kalanga (65. Job), Manucho (90.+1’ Johnson Macaba) Cheftrainer: Manuel José | Faouzi Chaouchi – Abdelkader Laïfaoui, Madjid Bougherra, Rafik Halliche, Nadir Belhadj – Yazid Mansouri, Hassan Yebda, Karim Matmour (89. Djamel Abdoun), Karim Ziani, Hameur Bouazza (68. Mourad Meghni) – Abdelkader Ghezzal Cheftrainer: Rabah Saâdane | Algerien | Aufstellung Angola gegen Algerien |
| Angola                                                          | Karim Matmour (14.), Abdelkader Laïfaoui (40.) | | Algerien | Aufstellung Angola gegen Algerien |
| 3. Spieltag                                                     | | |          |                                   |
| 18. Januar 2010 um 17:00 Uhr in Luanda (Estádio 11 de Novembro) | | |          |                                   |
| Zuschauer: 40.000                                               | | |          |                                   |
| Schiedsrichter: Jerome Damon ( Südafrika)                       | | |          |                                   |

## Mali – Malawi 3:1 (2:0)
| Mali                                                                 | Mali | Malawi | Malawi | Aufstellung                   |
| -------------------------------------------------------------------- | --- | --- | ------ | ----------------------------- |
| Mali                                                                 | \| 3. Spieltag \| \| 18. Januar 2010 um 17:00 Uhr in Cabinda (Estádio Nacional de Chiazi) \| \| Zuschauer: 21.000 \| \| Schiedsrichter: Rajindraparsad Seechurn ( Mauritius) \|                                                                                                  | \| 3. Spieltag \| \| 18. Januar 2010 um 17:00 Uhr in Cabinda (Estádio Nacional de Chiazi) \| \| Zuschauer: 21.000 \| \| Schiedsrichter: Rajindraparsad Seechurn ( Mauritius) \|                                                                                                | Malawi | Aufstellung Mali gegen Malawi |
| Mali                                                                 | Mahamadou Sidibé – Ousmane Berthé, Abdoulaye Maïga (50. Samba Sow), Souleymane Diamoutene, Adama Tamboura – Lassana Fané, Seydou Keita, Mahamane Traoré (60. Mamadou Diallo), Mohamed Sissoko – Frédéric Kanouté (81. Modibo Maiga), Mamadou Bagayoko Cheftrainer: Stephen Keshi | Swadick Sanudi – Elvis Kafoteka (52. Chiukepo Msowoya), Peter Mponda, James Sangala, Moses Chavula – Hellings Mwakasungula, Peter Wadabwa (48. Atusaye Nyondo), Joseph Kamwendo, Davi Banda – Essau Kanyenda (71. Robert Ng'ambi), Russel Mwafulirwa Cheftrainer: Kinnah Phiri | Malawi | Aufstellung Mali gegen Malawi |
| Mali                                                                 | 1:0 Frédéric Kanouté (1.) 2:0 Seydou Keita (3.) 3:1 Mamadou Bagayoko (85.) | 2:1 Russel Mwafulirwa (58.) | Malawi | Aufstellung Mali gegen Malawi |
| Mali                                                                 | Peter Mponda (40.), Davi Banda (73.) | | Malawi | Aufstellung Mali gegen Malawi |
| 3. Spieltag                                                          | | |        |                               |
| 18. Januar 2010 um 17:00 Uhr in Cabinda (Estádio Nacional de Chiazi) | | |        |                               |
| Zuschauer: 21.000                                                    | | |        |                               |
| Schiedsrichter: Rajindraparsad Seechurn ( Mauritius)                 | | |        |                               |